# Neohahnia ernsti
Espèce
Synonymes
- Hahnia ernsti Simon, 1898
- Neohahnia chalupas C. L. Koch, 1836

Neohahnia ernsti est une espèce d'araignées aranéomorphes de la famille des Hahniidae.

## Distribution
Cette espèce se rencontre à Saint-Vincent, à Porto Rico, à Cuba, au Venezuela, en Colombie, en Équateur et au Brésil.

## Description
Le mâle syntype mesure 2 mm et la femelle syntype 2 mm.
Le mâle décrit par Lo-Man-Hung, Candiani et Bonaldo en 2025 mesure 1,64 mm et la femelle 1,86 mm.

## Systématique et taxinomie
Cette espèce a été décrite sous le protonyme Hahnia ernsti par Simon en 1898. Elle est placée dans le genre Neohahnia par Lehtinen en 1967.
Neohahnia chalupas a été placée en synonymie par Lo-Man-Hung, Candiani et Bonaldo en 2025.

## Publication originale
- Simon, 1898 : « On the spiders of the island of St Vincent. III. » Proceedings of the Zoological Society of London, vol. 1897, p. 860-890 (texte intégral).